# Renault Kadjar
De Renault Kadjar is een compacte SUV van het Franse automerk Renault. Het model werd in 2015 onthuld op de Autosalon van Genève en ging in de zomer van dat jaar in de verkoop. Voor Renault was de Kadjar het eerste model in dit segment en het bedrijf vulde daarmee het gat tussen de Captur en de Koleos.

## Kenmerken
De Kadjar is door Renault ontwikkeld in samenwerking met partner Nissan en deelt derhalve techniek met de Nissan Qashqai. De twee modellen delen onder meer elkaars platform, motoren en zelfs een aantal carrosseriedelen, waaronder de raam- en daklijn. Zo konden beide merken aanzienlijk besparen op de ontwikkelingskosten. Opvallend daarbij is dat ervoor gekozen is om de twee modellen niet in dezelfde (Europese) fabriek te bouwen. De Qashqai wordt in Engeland gebouwd en de Kadjar in Spanje. 
Ondanks de gelijkenissen past het ontwerp van de Kadjar goed in Renault's toenmalige designtaal. Dat betekent dat de Kadjar voorzien is van een groot logo waaromheen de grille is ontworpen, met licht omhoog lopende koplampen.

Alle Kadjars zijn standaard voorzien van voorwielaandrijving, maar op de 1.6 dCi levert Renault optioneel vierwielaandrijving. 

## Motoren[1]

### Benzine
| Type           | Motor     | Motor     | Motor   | Vermogen            | Koppel                   | Bouwjaar    |
| Type           | Inhoud    | Cilinders | Kleppen | Vermogen            | Koppel                   | Bouwjaar    |
| -------------- | --------- | --------- | ------- | ------------------- | ------------------------ | ----------- |
| 1.2 Energy TCe | 1.198 cm³ | 4-in-lijn | 16v     | 130 pk bij 5500 tpm | 205 Nm bij 2000 tpm      | 2015 - 2022 |
| 1.3 TCe GPF    | 1.330 cm³ | 4-in-lijn | 16v     | 140 pk bij 5000 tpm | 240 Nm bij 1450-4500 tpm | 2018 - 2022 |
| 1.6 TCe        | 1.618 cm³ | 4-in-lijn | 16v     | 165 pk bij 5200 tpm | 240 Nm bij 2000 tpm      | 2017 - 2018 |
| 1.3 TCe GPF    | 1.330 cm³ | 4-in-lijn | 16v     | 160 pk bij 5500 tpm | 260 Nm bij 1600-5000 tpm | 2018 - 2022 |

### Diesel
| Type           | Motor     | Motor     | Motor   | Vermogen            | Koppel              | Bouwjaar    |
| Type           | Inhoud    | Cilinders | Kleppen | Vermogen            | Koppel              | Bouwjaar    |
| -------------- | --------- | --------- | ------- | ------------------- | ------------------- | ----------- |
| 1.5 Energy dCi | 1.461 cm³ | 4-in-lijn | 8v      | 110 pk bij 4000 tpm | 260 Nm bij 1750 tpm | 2015 - 2018 |
| 1.5 Blue dCi   | 1.461 cm³ | 4-in-lijn | 8v      | 115 pk bij 3750 tpm | 260 Nm bij 2000 tpm | 2018 - 2022 |
| 1.6 Energy dCi | 1.598 cm³ | 4-in-lijn | 16v     | 130 pk bij 4000 tpm | 320 Nm bij 1750 tpm | 2015 - 2018 |

## Uitvoeringen
- Life
- Zen
- Intens
- Bose
- 4x4 Bose
- Extase (van 2016 - 2017)

In productie:
5 E-Tech · 
Arkana · 
Austral · 
Captur · 
Clio · 
Espace · 
Kadjar · 
Kangoo · 
Koleos · 
Master · 
Mégane · 
Mégane E-Tech · 
Rafale · 
Scenic E-Tech · 
Symbioz · 
Symbol · 
Trafic · 
Twingo · 
Twingo Electric · 
Zoe

Uit productie:
3 · 
4 · 
5 · 
6 · 
7 · 
8 · 
9 · 
10 · 
11 · 
12 · 
14 · 
15 · 
16 · 
17 · 
18 · 
19 · 
20 · 
21 · 
25 · 
30 · 
2CV · 
4CV · 
Avantime · 
Caravelle · 
Dauphine · 
Domaine · 
Estafette ·
Express · 
Floride · 
Fluence ·
Frégate · 
Fuego · 
Juvaquatre ·
Laguna · 
Latitude · 
Modus · 
Nervastella · 
Novaquatre · 
Ondine · 
Prairie · 
Primaquatre · 
Rodeo · 
Safrane · 
Savanne · 
Scénic · 
Spider · 
Talisman · 
Thalia · 
Twizy · 
Vel Satis · 
Vivasport · 
Vivastella · 
Wind